# Police Quest II: The Vengeance
Police Quest II: The Vengeance è un'avventura grafica prodotta e distribuita da Sierra On-Line, secondo episodio della serie Police Quest. Il videogioco uscì nel 1988 per i computer Amiga, Atari ST e MS-DOS con il sistema grafico SCI.